# ФК «Динамо» Москва в сезоне 1949
Сезон 1949 года — 27-й в истории футбольного клуба «Динамо» Москва.
В этом сезоне команда приняла участие в чемпионате и кубке СССР, а также сыграла в одном международном матче.

## Общая характеристика выступления команды в сезоне
Перед началом сезона в команде произошли определенные кадровые изменения: завершили карьеру Всеволод Радикорский и Иван Станкевич; потяряв стабильное место в основе, решил вернуться в Ленинград Евгений Архангельский. Им на смену были приглашены два достаточно опытных футболиста — ленинградец Пётр Иванов, прочно занявший место  левого защитника, и давно приглянувшийся Якушину спартаковец Иван Конов — форвард с резким рывком и поставленным ударом с двух ног. Он изначально планировался как подмена Василию Карцеву, физических кондиций которого было бы недостаточно для ставшего более напряженным сезона (число матчей значительно увеличилось), но быстро стал одним из главных бомбардиров команды. Также в состав был привлечен ряд молодых футболистов — так, в этом сезоне свои первые матчи за «Динамо» провёл 19-летний полузащитник Александр Соколов.
Главной тактической задачей в первом круге являлась замена травмированного Василия Трофимова, роль которого в организации игры было трудно переоценить. На его месте на правом краю последовательно пробовались Конов, Бесков, Савдунин, Цветков — но стабильно эффективной работы команды добиться до его возвращения не удалось. Второй проблемой стала за восемь туров до конца чемпионата травма ведущего полузащитника Всеволода Блинкова — замена его на штатного инсайда Александра Малявкина сделала игру команды остроатакующей, но менее строгой в обороне в ряде матчей. В целом команда, в зависимости от соперника, использовала различные тактические построения — от практически «канонической» системы «дубль-вэ» с выдвинутым центрфорвардом-«столбом» Савдуниным и активно атакующими краями до новаторской по тем временам схемы с глубокими оттяжками игроков (в роли центрфорварда, как правило, выступал Карцев), близкой к 4—4—2; причём перестроения часто происходили по ходу матча при помощи, в том числе, и умело проводимых Якушиным тактических замен.
Чемпионат «Динамо» начало с двух знаковых побед: в первом туре были наконец (после четырех подряд неудач) обыграны куйбышевские «Крылья Советов», во втором в хорошем стиле был повержен ЦДКА (3:1). Сыграв лишь дважды вничью в первых девяти матчах, динамовцы лидировали по потерянным очкам — по набранным же их опережал «Зенит», пропустивший в одиннадцати турах лишь один мяч (с пенальти) и набравший 19 очков. Тем неожиданнее оказался результат очной встречи — фирменные оттяжки Карцева с уводом из центральной зоны защитников с синхронными рывками в неё партнеров проходили раз за разом и привели к крупнейшему поражению «Зенита» в истории отечественных чемпионатов — 0:8. Достаточно уверенно победив «Торпедо» (1:0) и «Спартак» (4:1) и лишь раз оступившись в матче с ленинградскими одноклубниками (0:1), «Динамо» стало победителем первого круга с трёхочковым отрывом от армейцев.
Эфемерность этого преимущества стала очевидной уже в начале второго круга после реванша ЦДКА (0:1). И вновь поражение динамовцы перенесли психологически тяжело: с трудом (благодаря нереализованному соперниками пенальти) обыграв ВВС, команда в следующем туре уступила в Харькове — и преимущество в одно очко превратилось в ... три (армейцы неожиданно два матча проиграли). Удачные обстоятельства помогли команде реабилитироваться — уже в следующем туре они забили 10 голов «Шахтеру», затем 6 — киевскому и 4 — тбилисскому «Динамо». Трехочковый гандикап сохранялся и далее, хотя в каждой из десяти оставшихся игр присутствовало напряжение — динамовцы трижды сыграли вничью, армейцы почти синхронно также теряли очки. Травмы Блинкова и Семичастного привели к разупорядочиванию игры команды в обороне в ряде матчей: в Ереване пришлось отыгрывать три мяча (4:3); также трижды пришлось отыгрываться в самом, возможно, увлекательном матче в истории противостояния со «Спартаком» (5:4) — команды поочередно лидировали в счёте, и лишь за три минуты до конца Савдунин окончательно вывел «Динамо» вперед. Тем не менее, обыграв затем в гостях «Зенит» (6:1) и «Даугаву» (6:0), динамовцы за тур до конца стали в пятый раз в своей истории чемпионами страны.
В кубке, уверенно пройдя первые три круга, в полуфинале команда вновь встретилась со «Спартаком» — после двухсот минут упорнейшей борьбы победу «Динамо» принес точный удар головой 38-летнего ветерана Семичастного за десять минут до конца повторного матча. В финале с «Торпедо» динамовцы продолжили серию неудач в решающих кубковых матчах: они сумели открыть счёт, но в напряженной игре с обоюдными шансами удачливее были соперники (1:2).
В единственном в сезоне международном матче динамовцы разгромили середняка (на тот момент) чемпионата Венгрии  — клуб «Вашаш» Будапешт (5:0).

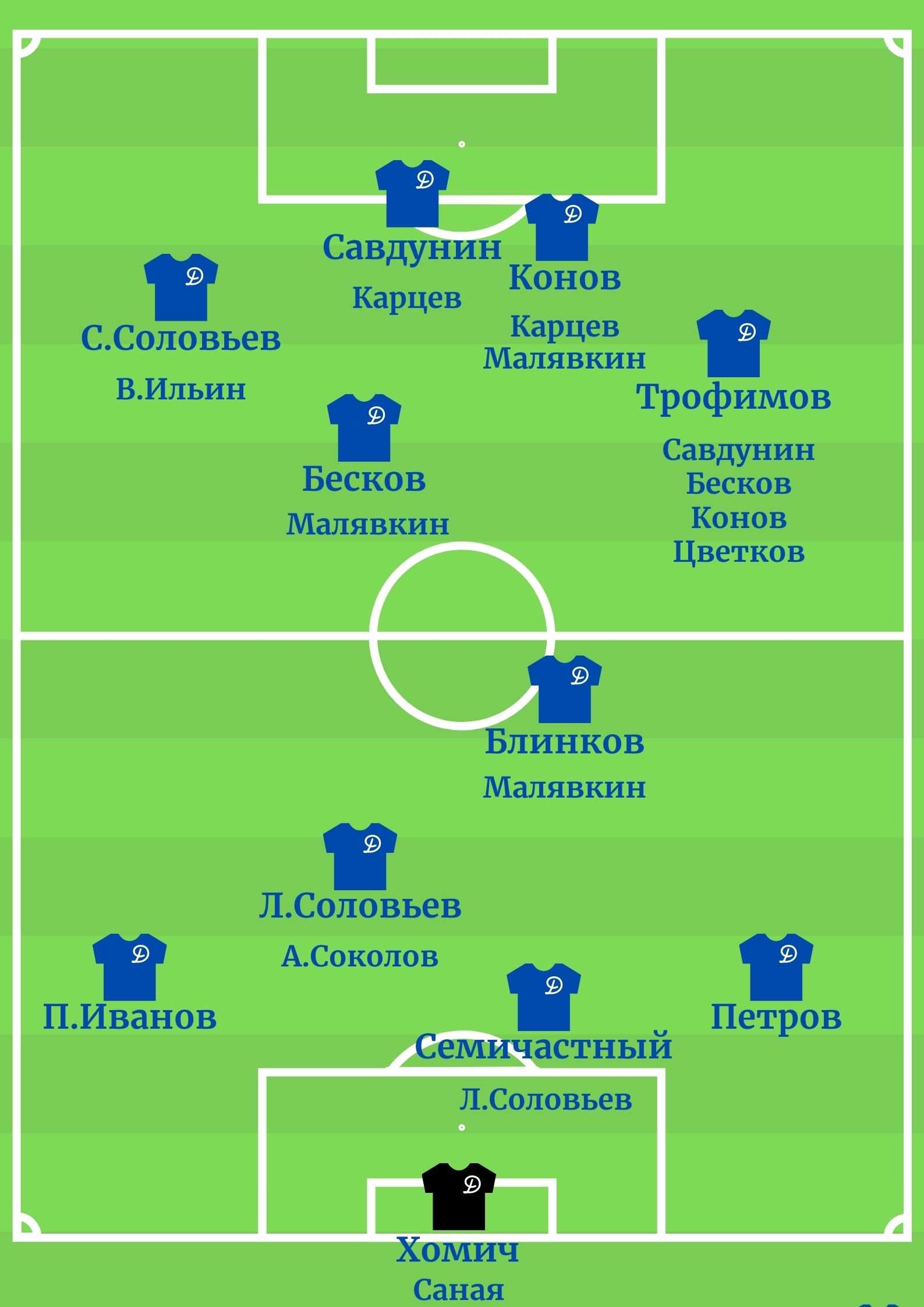

## Команда

### Состав
| Игрок              | Дата рождения    | Сезон в «Динамо» | Бывший клуб                   |
| Вратари            | Вратари          | Вратари          | Вратари                       |
| ------------------ | ---------------- | ---------------- | ----------------------------- |
| Алексей Хомич      | 14 марта 1920    | 6                | «Пищевик» Москва              |
| Вальтер Саная      | 24 сентября 1925 | 2                | «Динамо» Тбилиси              |
| Защитники          |                  |                  |                               |
| Александр Петров   | 13 марта 1922    | 5                | «Спартак» (клубная)           |
| Михаил Семичастный | 5 декабря 1910   | 14               | ЦДКА                          |
| Пётр Иванов        | 21 июня 1924     | 1                | «Динамо» Ленинград            |
| Геннадий Болотин   | 18 марта 1925    | 1                | «Динамо» Комсомольск-на-Амуре |
| Полузащитники      |                  |                  |                               |
| Всеволод Блинков   | 10 декабря 1918  | 10               | «Динамо» Новосибирск          |
| Леонид Соловьев    | 22 марта 1917    | 6                | «Динамо — II»                 |
| Александр Соколов  | 26 февраля 1930  | 1                | «Крылья Советов» Сетунь       |
| Михаил Потапов     | 8 ноября 1926    | 1                | «Динамо» Владивосток          |
| Нападающие         |                  |                  |                               |
| Василий Трофимов   | 7 января 1919    | 11               | «Динамо-ТК № 1» Болшево       |
| Иван Конов         | 1 октября 1924   | 1                | «Спартак» Москва              |
| Владимир Савдунин  | 10 мая 1924      | 5                | «Локомотив» Куйбышев          |
| Константин Бесков  | 18 ноября 1920   | 9                | «Металлург» Москва            |
| Сергей Соловьев    | 9 марта 1915     | 10               | «Динамо» Ленинград            |
| Александр Малявкин | 5 января 1918    | 5                | «Динамо — II»                 |
| Василий Карцев     | 9 апреля 1920    | 8                | «Локомотив» Москва            |
| Владимир Ильин     | 15 января 1928   | 4                | «Локомотив» Харьков           |
| Владимир Цветков   | 17 июня 1927     | 1                | «Цветмет» Кольчугино          |

### Изменения в составе
| Поз | Игрок             | Прежний клуб                  |
| --- | ----------------- | ----------------------------- |
| В   | Вальтер Саная     | «Динамо» (дубль)              |
| З   | Пётр Иванов       | «Динамо» Ленинград            |
| З   | Геннадий Болотин  | «Динамо» Комсомольск-на-Амуре |
| П   | Александр Соколов | «Крылья Советов» Сетунь       |
| П   | Михаил Потапов    | «Динамо» (дубль)              |
| Н   | Иван Конов        | «Спартак» Москва              |
| Н   | Владимир Цветков  | «Цветмет» Кольчугино          |

| Поз | Игрок                 | Новый клуб                  |
| --- | --------------------- | --------------------------- |
| В   | Николай Медведев      | «Динамо» Ростов             |
| З   | Всеволод Радикорский  | «Динамо» Московская область |
| З   | Иван Станкевич        | завершил карьеру            |
| Н   | Евгений Архангельский | «Динамо» Ленинград          |
| Н   | Александр Терешков    | «Динамо» Минск              |

## Официальные матчи

### Чемпионат
Число участников — 18. Система розыгрыша — «круговая» в два круга. Чемпион — «Динамо» Москва.
| 23 апр Ч 1 (211) | «Динамо» Москва           | 2:1     | «Крылья Советов» Куйбышев | Тбилиси                                                      |
| | - Конов 2′ - Малявкин 80′ | (отчёт) | - 7′ Н.Зайцев             | Стадион: «Динамо» Зрителей: 10 000 Судья: В.Архипов (Москва) |
| «Динамо» Москва: Хомич - Петров, Л.Соловьев , Иванов - Блинков, Потапов - Конов, Савдунин (46' Цветков), Бесков, Малявкин, Ильин «Крылья Советов» Куйбышев: В.Виноградов - Скорохов, В.Мурзин, Петухов - Ржевцев , Ширяев - Н.Зайцев, Гулевский, Карпов, Синяков, Смыслов (80' Новиков) |                           |         |                           |                                                              |

| 2 мая Ч 2 (212) | «Динамо» Москва                                          | 3:1     | ЦДКА                | Москва                                                       |
| | - Блинков 15′ - Конов 60' (пен.) 60′ - Бесков 80′ (пен.) | (отчёт) | - 75′ (пен.) Гринин | Стадион: «Динамо» Зрителей: 70 000 Судья: Н.Латышев (Москва) |
| «Динамо» Москва: Хомич - Петров, Семичастный, Иванов - Блинков, Л.Соловьев - Бесков, Конов, С.Соловьев (75' Карцев), Малявкин, Ильин ЦДКА: Никаноров - Чистохвалов (40' Лясковский), Башашкин, Белов - В.Соловьев, Водягин - Гринин , Николаев, Федотов, Мухортов, Демин |                                                          |         |                     |                                                              |

| 7 мая Ч 3 (213) | «Динамо» Москва                         | 3:0     | «Локомотив» Харьков | Москва                                                        |
| | - Карцев 22′ - Бесков 57′ - Блинков 88′ | (отчёт) |                     | Стадион: «Динамо» Зрителей: 25 000 Судья: В.Моргунов (Москва) |
| «Динамо» Москва: Хомич - Петров, Семичастный, Иванов - Блинков, Л.Соловьев - Бесков, Карцев, С.Соловьев, Малявкин, Ильин «Локомотив» Харьков: Уграицкий - Рогозянский, Д.Васильев , А.Серов - И.Серов, М.Соловьев - Зуб, Горохов, Лабунский, Каров, Борзенко |                                         |         |                     |                                                               |

| 14 мая Ч 4 (214) | «Динамо» Москва                                                                 | 7:1     | «Динамо» Ереван | Москва                                                        |
| | - Малявкин 4′ 42′ - Бесков 6′ (пен.) - Савдунин 15′ 87′ - Ильин 28′ - Конов 70′ | (отчёт) | - 55′ Поладян   | Стадион: «Динамо» Зрителей: 30 000 Судья: М.Дмитриев (Москва) |
| «Динамо» Москва: Саная - Петров, Семичастный, Иванов - Блинков, Л.Соловьев - Бесков, Конов, Савдунин, Малявкин, Ильин «Динамо» Ереван: Келеджан - Кармирян, Андриасян, Гавлакян - Мкртычан , Асатрян - Чаликян, Поладян, Бехтенев, Бережной, Меркулов |                                                                                 |         |                 |                                                               |

| 19 мая Ч 5 (215) | «Динамо» Москва                              | 4:1     | «Динамо» Киев | Москва                                                       |
| | - Конов 4′ 42′ - Малявкин 48′ - Савдунин 75′ | (отчёт) | - 62′ Жилин   | Стадион: «Динамо» Зрителей: 30 000 Судья: М.Белянин (Москва) |
| «Динамо» Москва: Хомич - Петров, Семичастный, Иванов - Блинков, Л.Соловьев - Бесков, Конов, Савдунин, Малявкин, Ильин «Динамо» Киев: Зубрицкий - Лавер (46' Годничак), Лерман , Жиган - Гаврилюк, Принц - Жилин, Товт, Дашков, Виньковатов, Г.Пономарев |                                              |         |               |                                                              |

| 24 мая Ч 6 (216) | «Динамо» Москва | 1:1     | «Нефтяник» Баку | Баку                                                              |
| | - Ильин 24′     | (отчёт) | - 47′ Шагаров   | Стадион: «Нефтяник» Зрителей: 10 000 Судья: И.Аверкин (Ленинград) |
| «Динамо» Москва: Саная - Петров, Семичастный, Иванов - Блинков, Л.Соловьев - Бесков, Конов, Савдунин, Малявкин (70' С.Соловьев), Ильин «Нефтяник» Баку: Арзуманов - В.Шевченко, Наумцев , Хлыстов - Фальян, Шерехов - Рассказов, Аношкин, Абрамашвили, А.Мамедов, Шагаров |                 |         |                 |                                                                   |

| 29 мая Ч 7 (217) | «Динамо» Москва | 1:0     | «Динамо» Тбилиси | Тбилиси                                                       |
| | - Ильин 15′     | (отчёт) |                  | Стадион: «Динамо» Зрителей: 40 000 Судья: П.Белов (Ленинград) |
| «Динамо» Москва: Хомич - Петров, Семичастный, Иванов - Блинков, Л.Соловьев - Бесков, Конов (46' С.Соловьев), Савдунин, Малявкин, Ильин «Динамо» Тбилиси: Маргания - Кикнадзе, Дзяпшипа , Сарджвеладзе - Тантыба, Гаришвили - Зазрошвили, Панюков, Махарадзе, Тодрия (46' Гогоберидзе), Грамматикопуло |                 |         |                  |                                                               |

| 3 июн Ч 8 (218) | «Динамо» Москва | 0:0     | «Торпедо» Сталинград | Сталинград                                                    |
| |                 | (отчёт) |                      | Стадион: «Торпедо» Зрителей: 20 000 Судья: М.Белянин (Москва) |
| «Динамо» Москва: Хомич - Петров, Семичастный, Иванов - Блинков, Л.Соловьев - Бесков, Конов (75' С.Соловьев), Савдунин, Малявкин, Ильин «Торпедо» Сталинград: Королевич - Бадин, Рудин, В.Матвеев - А.Григорьев , Шмаков - Е.Барышев, Белоусов, Калмыков, Буянов, Шведченко |                 |         |                      |                                                               |

| 8 июн Ч 9 (219) | «Динамо» Москва             | 2:0     | «Динамо» Минск | Москва                                                    |
| | - Бесков 49′ - Малявкин 87′ | (отчёт) |                | Стадион: «Динамо» Зрителей: 30 000 Судья: О.Кони (Таллин) |
| «Динамо» Москва: Саная - Петров, Семичастный, Иванов - Блинков, Л.Соловьев - Савдунин, Малявкин, С.Соловьев, Бесков, Ильин «Динамо» Минск: Тарабрин - В.Васильев, Мимрик, Девдариани - В.Карасев, Назаров - Н.Макаров, Мацкевич, Шевелянчик, Бармашев, Терешков |                             |         |                |                                                           |

| 12 июн Ч 10 (220) | «Динамо» Москва                                                                   | 8:0     | «Зенит» Ленинград | Москва                                                       |
| | - С.Соловьев 20′ 62′ - Малявкин 28′ 33′ 77′ - Бесков 57′ - Карцев 58′ - Конов 87′ | (отчёт) |                   | Стадион: «Динамо» Зрителей: 50 000 Судья: В.Архипов (Москва) |
| «Динамо» Москва: Хомич - Петров, Семичастный, Иванов - Блинков, Л.Соловьев - Конов, Малявкин, Карцев, Бесков, С.Соловьев «Зенит» Ленинград: Л.Иванов - Копус, Игумнов, Пшеничный - Левин-Коган, Кравец - Н.Смирнов, Марютин, И.Комаров, А.Коротков, Орлов |                                                                                   |         |                   |                                                              |

| 17 июн Ч 11 (221) | «Динамо» Москва                  | 2:0     | ВВС | Москва                                                        |
| | - Карцев 70′ - Бесков 90′ (пен.) | (отчёт) |     | Стадион: «Динамо» Зрителей: 25 000 Судья: В.Моргунов (Москва) |
| «Динамо» Москва: Хомич - Петров, Семичастный, Иванов - Блинков, Л.Соловьев - Конов, Бесков, Карцев (78' Савдунин), Малявкин, С.Соловьев ВВС: Акимов - Метельский, Крижевский, А.Прохоров - Н.Овчинников, А.Виноградов - С.Коршунов, Вик.Федоров, Стриганов, В.Жарков, Анисимов |                                  |         |     |                                                               |

| 22 июн Ч 12 (222) | «Динамо» Москва | 1:0     | «Шахтер» Сталино | Сталино                                                       |
| | - Савдунин 85′  | (отчёт) |                  | Стадион: «Шахтер» Зрителей: 15 000 Судья: М.Дмитриев (Москва) |
| «Динамо» Москва: Хомич - Петров, Семичастный, Иванов - Блинков, Л.Соловьев - Конов, Малявкин, Карцев, Бесков (85' Савдунин), С.Соловьев «Шахтер» Сталино: Пестов - Бикезин, Брюшин , Андренко - Шпинев, Иванчук - Ермилов, Ажиба (60' Лейченко), Колесников, Бурсенский, Чурсин |                 |         |                  |                                                               |

| 26 июн Ч 13 (223) | «Динамо» Москва | 1:0     | «Торпедо» Москва | Москва                                                       |
| | - Карцев 53′    | (отчёт) |                  | Стадион: «Динамо» Зрителей: 60 000 Судья: М.Белянин (Москва) |
| «Динамо» Москва: Хомич - Петров, Семичастный, Иванов - Блинков, Л.Соловьев - Савдунин, Карцев, Бесков, Малявкин, С.Соловьев «Торпедо» Москва: Лексовский - Каричев, Чайко, Гомес - П.Соломатин, Н.Морозов - Сочнев, Г.Жарков, А.Пономарев , П.Петров, В.Пономарев |                 |         |                  |                                                              |

| 30 июн Ч 14 (224) | «Динамо» Москва                                    | 4:1     | «Спартак» Москва       | Москва                                                       |
| | - Малявкин 5′ - Бесков 13′ 71′ (пен.) - Карцев 30′ | (отчёт) | - 65′ (пен.) Сальников | Стадион: «Динамо» Зрителей: 60 000 Судья: Н.Латышев (Москва) |
| «Динамо» Москва: Хомич - Петров, Семичастный, Иванов - Блинков, Л.Соловьев - Савдунин, Бесков, Карцев, Малявкин, С.Соловьев «Спартак» Москва: Леонтьев (15' Костиков) - Холодков, Сеглин, Вас.Соколов (40' Седов) - Тимаков, Рязанцев - Парамонов, В.Терентьев, Симонян, Н.Дементьев, Сальников |                                                    |         |                        |                                                              |

| 4 июл Ч 15 (225) | «Динамо» Москва | 0:1     | «Динамо» Ленинград | Москва                                                    |
| |                 | (отчёт) | - 73′ Чучелов      | Стадион: «Динамо» Зрителей: 30 000 Судья: Э.Саар (Таллин) |
| «Динамо» Москва: Хомич - Петров, Семичастный, Иванов - Блинков, Л.Соловьев - Савдунин, Бесков (46' Конов), Карцев, Малявкин, С.Соловьев «Динамо» Ленинград: Бойко - С.Северов, В.Лемешев , Зябликов - Горохов, Тенягин - Лотков (70' Архангельский), П.Дементьев, Чучелов, Викторов, Г.Бондаренко |                 |         |                    |                                                           |

| 8 июл Ч 16 (226) | «Динамо» Москва                         | 4:1     | «Локомотив» Москва | Москва                                                        |
| | - Конов 36′ 37′ 87′ (пен.) - Карцев 70′ | (отчёт) | - 46′ Лахонин      | Стадион: «Динамо» Зрителей: 30 000 Судья: М.Дмитриев (Москва) |
| «Динамо» Москва: Хомич - Иванов, Л.Соловьев , Семичастный - Блинков, Соколов - Конов, Карцев, Савдунин (60' С.Соловьев), Малявкин, Трофимов «Локомотив» Москва: Грачев - Антоневич, Забелин, Лядин - Ларин , Ивашков - Панфилов, Лагутин, Лахонин, Клыш, Бологов |                                         |         |                    |                                                               |

| 12 июл Ч 17 (227) | «Динамо» Москва                                         | 2:0     | «Даугава» Рига | Рига                                                           |
| | - Конов 13' (пен.) - Карцев 26′ - Л.Соловьев 68′ (пен.) | (отчёт) |                | Стадион: «Даугава» Зрителей: 30 000 Судья: П.Белов (Ленинград) |
| «Динамо» Москва: Саная - Петров, Л.Соловьев , Иванов - Блинков, Соколов - Трофимов, Конов, Карцев, Малявкин, С.Соловьев «Даугава» Рига: Перельманис - Асерстаркс, Крупш , Фрейманис - Судмалис, Амалин - Ужулис, Левитанус, Б.Петров (46' Кучинский), Шебилов, А.Егерс |                                                         |         |                |                                                                |

| 16 июл Ч 18 (228) | «Динамо» Москва                                          | 5:0     | «Крылья Советов» Куйбышев | Москва                                                    |
| | - Карцев 9′ - Конов 43′ 47′ - Трофимов 77′ - Блинков 78′ | (отчёт) |                           | Стадион: «Динамо» Зрителей: 30 000 Судья: Э.Саар (Таллин) |
| «Динамо» Москва: Хомич - Петров, Семичастный (60' Соколов), Иванов - Блинков, Л.Соловьев - Трофимов, Конов, Карцев, Бесков, С.Соловьев «Крылья Советов» Куйбышев: В.Виноградов - Скорохов, Мурзин, Петухов - Ржевцев , И.Петров - Карпов, Ворошилов, Н.Зайцев, Смыслов, Гулевский |                                                          |         |                           |                                                           |

| 22 июл Ч 19 (229) | «Динамо» Москва  | 1:2     | ЦДКА                      | Москва                                                       |
| | - С.Соловьев 31′ | (отчёт) | - 13′ Гринин - 40′ Бобров | Стадион: «Динамо» Зрителей: 70 000 Судья: М.Белянин (Москва) |
| «Динамо» Москва: Хомич - Петров, Семичастный, Иванов - Блинков, Л.Соловьев - Трофимов, Конов, Карцев, Бесков, С.Соловьев (78' Малявкин) ЦДКА: Никаноров - Чистохвалов, Лясковский, Крушенок - Родин, Водягин - Гринин , Чайчук, Федотов, Бобров, Коверзнев |                  |         |                           |                                                              |

| 28 июл Ч 20 (230) | «Динамо» Москва | 1:0     | ВВС                      | Москва                                                       |
| | - Конов 74′     | (отчёт) | - 39' (пен.) Вик.Федоров | Стадион: «Динамо» Зрителей: 30 000 Судья: Н.Латышев (Москва) |
| «Динамо» Москва: Хомич (30' Саная) - Петров, Л.Соловьев , Иванов - Блинков, Соколов - Трофимов (70' Ильин), Конов, Савдунин, Малявкин, С.Соловьев ВВС: Архаров - Метельский, Крижевский , А.Прохоров - А.Виноградов, Н.Овчинников - С.Коршунов, Вик.Федоров, Порхунов, Курнев, В. Жарков (70' Архипов) |                 |         |                          |                                                              |

| 1 авг Ч 21 (231) | «Динамо» Москва | 1:2     | «Локомотив» Харьков | Харьков                                                        |
| | - Бесков 20′    | (отчёт) | - 24′ 78′ Борзенко  | Стадион: «Дзержинец» Зрителей: 25 000 Судья: В.Щербов (Москва) |
| «Динамо» Москва: Саная - Петров, Семичастный, Иванов - Блинков, Л.Соловьев - Трофимов, Малявкин (80' Карцев), Савдунин, Бесков, С.Соловьев «Локомотив» Харьков: Уграицкий - А.Бутенко, Д.Васильев, Серов - Рогозянский , М.Соловьев - Зуб, Чижов, Горохов, Пономаренко, Борзенко |                 |         |                     |                                                                |

| 5 авг Ч 22 (232) | «Динамо» Москва                                                                                  | 10:1    | «Шахтер» Сталино | Москва                                                           |
| | - Бесков 4′ 9′ 21′ 88′ (пен.) - Савдунин 38′ 84′ - Конов 42′ - С.Соловьев 57′ 65′ - Трофимов 72′ | (отчёт) | - 48′ Вик.Фомин  | Стадион: «Динамо» Зрителей: 40 000 Судья: В.Богданов (Ленинград) |
| «Динамо» Москва: Хомич - Петров, Семичастный, Иванов - Блинков, Л.Соловьев - Трофимов, Конов, Савдунин, Бесков, С.Соловьев «Шахтер» Сталино: Пестов - Н.Вардимиади, Брюшин , Иванчук - Шпинев, Чурсин - Бурсенский, Ермилов, Лейченко, В.Колесников, Вик.Фомин |                                                                                                  |         |                  |                                                                  |

| 11 авг Ч 23 (233) | «Динамо» Москва                                     | 6:2     | «Динамо» Киев                       | Киев                                                               |
| | - Савдунин 13′ 28′ 36′ - Бесков 21′ 88′ - Конов 63′ | (отчёт) | - 44′ Виньковатов - 78′ Г.Пономарев | Стадион: «Динамо» Зрителей: 40 000 Судья: Н.Чхатарашвили (Тбилиси) |
| «Динамо» Москва: Хомич - Петров, Семичастный, Иванов - Блинков, Л.Соловьев - Трофимов, Конов, Савдунин (46' В.Ильин), Бесков, С.Соловьев «Динамо» Киев: Зубрицкий - Севастьянов, Лерман, Жиган - Гаврилюк, Юст - Жилин, Товт, Дашков , Виньковатов, Г.Пономарев |                                                     |         |                                     |                                                                    |

| 17 авг Ч 24 (234) | «Динамо» Москва                                      | 4:1     | «Динамо» Тбилиси | Москва                                                    |
| | - Л.Соловьев 10′ - Савдунин 59′ - С.Соловьев 65′ 70′ | (отчёт) | - 58′ Тодрия     | Стадион: «Динамо» Зрителей: 60 000 Судья: Э.Саар (Таллин) |
| «Динамо» Москва: Хомич (46' Саная) - Петров, Семичастный, Иванов - Блинков, Л.Соловьев - Трофимов, Конов, Савдунин, Бесков, С.Соловьев «Динамо» Тбилиси: Маргания - Гагуа , Тантыба, Сарджвеладзе - Панюков, Гаришвили - Джоджуа (65' Грамматикопуло), Антадзе, Зазрошвили, Гогоберидзе, Тодрия |                                                      |         |                  |                                                           |

| 23 авг Ч 25 (235) | «Динамо» Москва        | 2:1     | «Нефтяник» Баку | Москва                                                         |
| | - Конов 2′ - Бесков 9′ | (отчёт) | - 49′ Аношкин   | Стадион: «Динамо» Зрителей: 40 000 Судья: К.Демченко (Житомир) |
| «Динамо» Москва: Саная (65' Хомич) - Петров, Л.Соловьев , Семичастный - Блинков, Малявкин - Трофимов, Конов, Савдунин, Бесков, С.Соловьев «Нефтяник» Баку: Кармаев (46' Арзуманов) - В.Шевченко, Наумцев , Хлыстов - Жамкочян, Басков - Рассказов, А.Мамедов, Аношкин, Абрамашвили, Шагаров |                        |         |                 |                                                                |

| 26 авг Ч 26 (236) | «Динамо» Москва  | 1:1     | «Торпедо» Сталинград | Москва                                                        |
| | - Л.Соловьев 89′ | (отчёт) | - 32′ Буянов         | Стадион: «Динамо» Зрителей: 30 000 Судья: П.Белов (Ленинград) |
| «Динамо» Москва: Саная - Семичастный, Л.Соловьев , Иванов - Блинков (75' Ильин), Соколов - Трофимов, Конов, Савдунин, Бесков, С.Соловьев «Торпедо» Сталинград: Королевич - Бадин, Е.Барышев, Шмаков - А.Григорьев , Колосов - Шведченко, Белоусов, Калмыков, Буянов, Минеев |                  |         |                      |                                                               |

| 11 сен Ч 27 (237) | «Динамо» Москва                | 2:2     | «Динамо» Ленинград                  | Москва                                                    |
| | - Конов 4′ - Бесков 39′ (пен.) | (отчёт) | - 18′ Ю.Вардимиади - 48′ Н.Васильев | Стадион: «Динамо» Зрителей: 40 000 Судья: Э.Саар (Таллин) |
| «Динамо» Москва: Хомич - Петров, Семичастный, Иванов - Малявкин, Л.Соловьев - Савдунин, Конов, Карцев, Бесков, С.Соловьев «Динамо» Ленинград: М.Кудрявцев - Донцов, Зябликов, С.Северов - Тенягин, Викторов - Чучелов, П.Дементьев, Ю.Вардимиади, Лотков, Г.Бондаренко (46' Н.Васильев) |                                |         |                                     |                                                           |

| 16 сен Ч 28 (238) | «Динамо» Москва | 2:1     | «Торпедо» Москва | Москва                                                       |
| | - Конов 46′ 78′ | (отчёт) | - 71′ Нечаев     | Стадион: «Динамо» Зрителей: 60 000 Судья: Н.Латышев (Москва) |
| «Динамо» Москва: Хомич - Петров, Семичастный, Иванов - Малявкин, Л.Соловьев - Трофимов, Конов, Карцев, Бесков, Ильин «Торпедо» Москва: Лексовский - Бычков, Дуганов, Гомес - П.Соломатин, Н.Морозов - Сочнев, Г.Жарков, А.Пономарев , Ефимов (46' Нечаев), В.Пономарев |                 |         |                  |                                                              |

| 20 сен Ч 29 (239) | «Динамо» Москва | 1:1     | «Локомотив» Москва | Москва                                                       |
| | - Бесков 82′    | (отчёт) | - 84′ Строке       | Стадион: «Динамо» Зрителей: 40 000 Судья: В.Архипов (Москва) |
| «Динамо» Москва: Хомич - Петров, Л.Соловьев , Иванов - Малявкин, Соколов - Трофимов, Конов, Карцев (25' С.Соловьев), Бесков, Ильин «Локомотив» Москва: Грачев - Антоневич , Забелин, Осипов - Ларин, Лахонин - Панфилов, Лагутин, И.Петров, Клыш, Строке |                 |         |                    |                                                              |

| 25 сен Ч 30 (240) | «Динамо» Москва                                         | 4:3     | «Динамо» Ереван                               | Ереван                                                        |
| | - Конов 39′ - С.Соловьев 64′ - Малявкин 68′ - Ильин 85′ | (отчёт) | - 3′ Меркулов - 24′ Ак.Дургарян - 35′ Мкртчян | Стадион: «Динамо» Зрителей: 20 000 Судья: П.Белов (Ленинград) |
| «Динамо» Москва: Хомич - Петров, Болотин, Иванов - Малявкин, Л.Соловьев - Трофимов, Конов, Савдунин (60' Ильин), Бесков, С.Соловьев «Динамо» Ереван: Келеджян - Кармирян, Саркисов (46' Ханджян), Семерджян - Ар.Дургарян, Матюхин - Ак.Дургарян, Кегеян, Мкртчан, Поладян, Меркулов |                                                         |         |                                               |                                                               |

| 1 окт Ч 31 (241) | «Динамо» Москва                                            | 5:4     | «Спартак» Москва                                    | Москва                                                       |
| | - Конов 42′ - Савдунин 59′ 87′ - Трофимов 60′ - Бесков 78′ | (отчёт) | - 34′ 64′ Сальников - 54′ Симонян - 63′ В.Терентьев | Стадион: «Динамо» Зрителей: 60 000 Судья: М.Белянин (Москва) |
| «Динамо» Москва: Хомич (65' Саная) - Петров, Семичастный, Иванов - Малявкин (65' Соколов), Л.Соловьев - Трофимов, Конов, Савдунин, Бесков, С.Соловьев «Спартак» Москва: В.Чернышев - Холодков, Вас.Соколов , Седов - Тимаков, Рязанцев - Парамонов, В.Терентьев, Симонян, Н.Дементьев, Сальников |                                                            |         |                                                     |                                                              |

| 6 окт Ч 32 (242) | «Динамо» Москва                                                    | 6:1     | «Зенит» Ленинград | Ленинград                                                          |
| | - Савдунин 12′ 58′ - Конов 23′ - С.Соловьев 33′ - Трофимов 49′ 53′ | (отчёт) | - 11′ И.Комаров   | Стадион: «Динамо» Зрителей: 20 000 Судья: Н.Чхатарашвили (Тбилиси) |
| «Динамо» Москва: Саная - Петров, Семичастный, Иванов - Малявкин, Л.Соловьев - Трофимов, Конов, Савдунин, Бесков, С.Соловьев «Зенит» Ленинград: Л.Иванов - Фалин, Игумнов, Пшеничный (46' Белов) - Ю.Пономарев, Левин-Коган - Н.Смирнов, Марютин, И.Комаров, А.Коротков, Еремеев |                                                                    |         |                   |                                                                    |

| 10 окт Ч 33 (243) | «Динамо» Москва                                                 | 6:0     | «Даугава» Рига | Москва                                                        |
| | - Л.Соловьев 1′ - Савдунин 15′ 43′ - Конов 44′ - Бесков 50′ 60′ | (отчёт) |                | Стадион: «Динамо» Зрителей: 50 000 Судья: П.Белов (Ленинград) |
| «Динамо» Москва: Саная (46' Хомич) - Петров, Семичастный, Иванов - Малявкин, Л.Соловьев - Трофимов, Конов, Савдунин, Бесков, С.Соловьев «Даугава» Рига: Перельман (46' Пултракс) - Асерстаркс, Крупш , Судмалис - Амалин, Э.Егерс - Кузьмин, А.Егерс, Левитанус, Шебилов, Дьяков |                                                                 |         |                |                                                               |

| 14 окт Ч 34 (244) | «Динамо» Москва            | 2:0     | «Динамо» Минск | Минск                                                         |
| | - Конов 34′ - Савдунин 87′ | (отчёт) |                | Стадион: «Динамо» Зрителей: 15 000 Судья: М.Дмитриев (Москва) |
| «Динамо» Москва: Хомич - Петров, Семичастный, Иванов - Малявкин, Л.Соловьев - Трофимов, Конов, Карцев (35' С.Соловьев), Бесков, Савдунин «Динамо» Минск: Кочетов - В.Васильев, Мимрик , Коробко - Савось, Назаров - Терешков (58' Н.Макаров), Вл.Шувалов, Шевелянчик, Пержхало, Мацкевич |                            |         |                |                                                               |

#### Итоговая таблица
| М | Команда          | И  | В  | Н  | П | Мячи     | ±   | О  |
| - | ---------------- | -- | -- | -- | - | -------- | --- | -- |
|   | «Динамо» Москва  | 34 | 26 | 5  | 3 | 104 − 30 | +74 | 57 |
|   | ЦДКА             | 34 | 22 | 7  | 5 | 86 − 30  | +56 | 51 |
|   | «Спартак» Москва | 34 | 21 | 7  | 6 | 93 − 43  | +50 | 49 |
| 4 | «Торпедо» Москва | 34 | 16 | 10 | 8 | 64 − 42  | +22 | 42 |
| 5 | «Зенит»          | 34 | 17 | 8  | 9 | 48 − 48  | 0   | 42 |

И — игры, В — выигрыши, Н — ничьи, П — проигрыши, Мячи — забитые и пропущенные голы, ± — разница голов, О — очки

#### Движение по турам[8]
| Игра  | 1  | 2 | 3 | 4 | 5 | 6 | 7 | 8 | 9 | 10 | 11 | 12 | 13 | 14 | 15 | 16 | 17 | 18 | 19 | 20 | 21 | 22 | 23 | 24 | 25 | 26 | 27 | 28 | 29 | 30 | 31 | 32 | 33 | 34 |
| ----- | -- | - | - | - | - | - | - | - | - | -- | -- | -- | -- | -- | -- | -- | -- | -- | -- | -- | -- | -- | -- | -- | -- | -- | -- | -- | -- | -- | -- | -- | -- | -- |
| Место | 10 | 8 | 2 | 2 | 2 | 3 | 3 | 2 | 2 | 2  | 1  | 1  | 1  | 1  | 1  | 1  | 1  | 1  | 1  | 1  | 1  | 1  | 1  | 1  | 1  | 1  | 1  | 1  | 1  | 1  | 1  | 1  | 1  | 1  |

### Кубок
Число участников — 54 (финальный турнир). Система розыгрыша — «олимпийская». Победитель — «Торпедо» Москва.
Команда «Динамо» Москва вышла в финал.
| 18 окт К 1 (23) 1/16 финала | «Динамо» Москва                                                                                    | 10:0    | «Металлург» Москва | Москва                                                           |
| | - Савдунин 30′ 58′ 72′ - Конов 34′ 44′ 61′ - Бесков 39′ (пен.) 41′ - Малявкин 42′ - С.Соловьев 85′ | (отчёт) |                    | Стадион: «Динамо» Зрителей: 15 000 Судья: П.Савостьянов (Москва) |
| «Динамо» Москва: Саная - Петров, Семичастный, Иванов - Малявкин, Л.Соловьев - Ильин, Конов, Савдунин, Бесков (46' Цветков), С.Соловьев «Металлург» Москва: Ю.Петров - Хренов, Громов , Сиземов - Фомичев, Папушев - Суетин, Бутенин, Епихин, Зарковский, Огулов | |         |                    |                                                                  |

| 22 окт К 2 (24) 1/8 финала | «Динамо» Москва                                   | 3:0     | «Динамо» Сталинабад | Москва                                                        |
| | - Бесков 30′ - Цветков 39′ - А.Соколов 49′ (авт.) | (отчёт) |                     | Стадион: «Динамо» Зрителей: 15 000 Судья: П.Белов (Ленинград) |
| «Динамо» Москва: Хомич - Петров, Семичастный, Иванов - Малявкин, Л.Соловьев - Цветков, Конов, Савдунин, Бесков, С.Соловьев (46' Ильин) «Динамо» Сталинабад: Г.Титов - Мещеряков, Кеворков, А.Соколов - Захаров, Фомичев - Самыгин (46' Слепцов), К.Погорелов , Пискуньян, Гачегов, Ефремов |                                                   |         |                     |                                                               |

| 26 окт К 3 (25) 1/4 финала | «Динамо» Москва                          | 3:1     | «Динамо» Тбилиси  | Москва                                                       |
| | - Бесков 1′ - Цветков 67′ - Савдунин 88′ | (отчёт) | - 69′ Р.Махарадзе | Стадион: «Динамо» Зрителей: 40 000 Судья: М.Белянин (Москва) |
| «Динамо» Москва: Хомич - Петров, Семичастный, Иванов - Малявкин, Л.Соловьев - Цветков, Конов, Савдунин, Бесков, С.Соловьев «Динамо» Тбилиси: Маргания - Элошвили, Тантыба, Сарджвеладзе (72' Арошидзе) - Панюков , Челидзе - Джоджуа, Р.Махарадзе, Зазроев, Гогоберидзе, Тодрия |                                          |         |                   |                                                              |

| 30 окт К 4 (26) 1/2 финала | «Динамо» Москва | 2:2 (от) | «Спартак» Москва              | Москва                                                        |
| | - Конов 25′ 28′ | (отчёт)  | - 20′ Симонян - 90′ Сальников | Стадион: «Динамо» Зрителей: 60 000 Судья: М.Дмитриев (Москва) |
| «Динамо» Москва: Саная - Петров, Семичастный, Иванов - Малявкин (76' Соколов), Л.Соловьев - Цветков, Конов, Савдунин, Бесков, Ильин «Спартак» Москва: В.Чернышев - К.Малинин, Сеглин, Седов - Тимаков, К.Рязанцев - Парамонов, В.Терентьев (65' Рысцов), Симонян, Н.Дементьев , Сальников |                 |          |                               |                                                               |

| 31 окт К 5 (27) 1/2 финала переигровка | «Динамо» Москва               | 2:1     | «Спартак» Москва | Москва                                                        |
| | - Конов 78′ - Семичастный 80′ | (отчёт) | - 21′ Симонян    | Стадион: «Динамо» Зрителей: 60 000 Судья: М.Дмитриев (Москва) |
| «Динамо» Москва: Хомич - Петров, Семичастный, Иванов - Блинков, Л.Соловьев - Цветков, Конов, Савдунин, Бесков, С.Соловьев (65' Ильин) «Спартак» Москва: В.Чернышев (69' Костиков) - Холодков, Сеглин, Седов - Тимаков, К.Рязанцев - Парамонов, В.Терентьев, Симонян, Н.Дементьев , Сальников |                               |         |                  |                                                               |

| 4 ноя К 6 (28) Финал | «Динамо» Москва | 1:2     | «Торпедо» Москва               | Москва                                                       |
| | - Ильин 17′     | (отчёт) | - 28′ Нечаев - 83′ В.Пономарев | Стадион: «Динамо» Зрителей: 60 000 Судья: М.Белянин (Москва) |
| «Динамо» Москва: Хомич - Петров, Семичастный, Иванов - Блинков (78' Соколов), Л.Соловьев - Цветков, Конов, Бесков, Савдунин, Ильин «Торпедо» Москва: В.Чернышев (69' Костиков) - Холодков, Сеглин, Седов - Тимаков, К.Рязанцев - Парамонов, В.Терентьев, Симонян, Н.Дементьев , Сальников |                 |         |                                |                                                              |

### Международный матч
В начале осени в СССР провёл трехматчевое турне венгерский клуб «Вашаш» Будапешт (7-е место в первенстве Венгрии 1948/49). В команде выступали несколько игроков сборной Венгрии — Дьюла Лорант, Иштван Турай, Антал Котас, Янош Силадьи, Рудольф Илловски,  а также один из самых результативных форвардов венгерского футбола Дьюла Силадьи (он забил оба мяча усиленному армейцами «Торпедо» в предыдущем победном матче турне, но игру с «Динамо» пропустил). Довольно сильная команда была на тот момент не в самых лучших кондициях по сравнению с советскими командами (осенне-весенний сезон в Венгрии только начинался).
Динамовский «организованный беспорядок» с маневром полузащитников и нападающих по всему полю на фоне лучшей функциональной готовности принес весьма убедительную победу (5:0). Василий Карцев забил три мяча и вчистую переиграл в этом матче своего оппонента Дьюлу Лоранта — одного из столпов знаменитой венгерской «Араньчапат» («Золотой команды»).
| 4 сен ММ 1 (14) | «Динамо» Москва                                  | 5:0     | «Вашаш» Будапешт | Москва                                                        |
| | - Карцев 22′ 59′ 78′ - Трофимов 39′ - Бесков 79′ | (отчёт) |                  | Стадион: «Динамо» Зрителей: 80 000 Судья: В.Моргунов (Москва) |
| «Динамо» Москва: Хомич - Петров, Семичастный, Иванов - Блинков (35' Конов), Л.Соловьев - Трофимов (60' С.Соловьев), Бесков, Карцев, Малявкин, Савдунин «Вашаш» Будапешт: И.Турай - Улман, Лорант, Леринц - Котас, Я.Силади - Л.Сабо, Чепреги, Мёзе, Кантор, Илловски |                                                  |         |                  |                                                               |

## Товарищеские матчи
В сезоне команда провела 6 контрольных игр при 5 победах и 1 ничьей, что следует из тренерского отчёта со статистикой участвующих в этих матчах игроков. Конкретно установлены результаты следующих встреч
| ТМ | «Динамо» Москва | 1:0     | «Динамо» Минск |  |
|    |                 | (отчёт) |                |  |

| ТМ | «Динамо» Москва | 3:2     | «Зенит» Ленинград |  |
|    |                 | (отчёт) |                   |  |

## Статистика сезона

### Игроки и матчи
| Игрок                | Чемпионат       | Чемпионат | Кубок           | Кубок   | Итого           | Итого   | Международные матчи | Международные матчи | ТМ              | ТМ      | Всего Чемпионат | Всего Чемпионат | Всего Кубок     | Всего Кубок | Всего           | Всего   | Всего Международные матчи | Всего Международные матчи |
| Игрок                | Вышел на замену | Гол       | Вышел на замену | Гол     | Вышел на замену | Гол     | Вышел на замену     | Гол                 | Вышел на замену | Гол     | Вышел на замену | Гол             | Вышел на замену | Гол         | Вышел на замену | Гол     | Вышел на замену           | Гол                       |
| Вратари              | Вратари         | Вратари   | Вратари         | Вратари | Вратари         | Вратари | Вратари             | Вратари             | Вратари         | Вратари | Вратари         | Вратари         | Вратари         | Вратари     | Вратари         | Вратари | Вратари                   | Вратари                   |
| -------------------- | --------------- | --------- | --------------- | ------- | --------------- | ------- | ------------------- | ------------------- | --------------- | ------- | --------------- | --------------- | --------------- | ----------- | --------------- | ------- | ------------------------- | ------------------------- |
| Алексей Хомич        | 27              | (-22)     | 4               | (-4)    | 31              | (-26)   | 1                   | (-0)                | 4               |         | 119             | (-90)           | 16              | (-17)       | 140             | (-115)  | 10                        | (-15)                     |
| Вальтер Саная        | 12              | (-8)      | 2               | (-2)    | 14              | (-10)   |                     |                     | 2               |         | 13              | (-8)            | 2               | (-2)        | 15              | (-10)   |                           |                           |
| Защитники            |                 |           |                 |         |                 |         |                     |                     |                 |         |                 |                 |                 |             |                 |         |                           |                           |
| Александр Петров     | 32              |           | 6               |         | 38              |         | 1                   |                     | 6               |         | 88              |                 | 11              |             | 99              |         | 4                         |                           |
| Михаил Семичастный   | 29              |           | 6               | 1       | 35              | 1       | 1                   |                     | 2               |         | 207             | 52              | 23              | 8           | 264             | 80      | 14                        | 4                         |
| Пётр Иванов          | 33              |           | 6               |         | 39              |         | 1                   |                     | 6               |         | 33              |                 | 6               |             | 39              |         | 1                         |                           |
| Геннадий Болотин     | 1               |           |                 |         | 1               |         |                     |                     |                 |         | 1               |                 |                 |             | 1               |         |                           |                           |
| Полузащитники        |                 |           |                 |         |                 |         |                     |                     |                 |         |                 |                 |                 |             |                 |         |                           |                           |
| Всеволод Блинков     | 26              | 3         | 2               |         | 28              | 3       | 1                   |                     | 6               | 1       | 137             | 12              | 15              |             | 214             | 18      | 10                        |                           |
| Леонид Соловьев (41) | 34              | 4         | 6               |         | 40              | 4       | 1                   |                     | 5               | 1       | 126             | 12              | 19              | 1           | 160             | 13      | 9                         |                           |
| Александр Соколов    | 7               |           | 2               |         | 9               |         |                     |                     |                 |         | 7               |                 | 2               |             | 9               |         |                           |                           |
| Михаил Потапов       | 1               |           |                 |         | 1               |         |                     |                     | 1               |         | 1               |                 |                 |             | 1               |         |                           |                           |
| Нападающие           |                 |           |                 |         |                 |         |                     |                     |                 |         |                 |                 |                 |             |                 |         |                           |                           |
| Василий Трофимов     | 18              | 5         |                 |         | 18              | 5       | 1                   | 1                   |                 |         | 141             | 43              | 13              | 5           | 198             | 63      | 7                         | 7                         |
| Иван Конов           | 29              | 23        | 6               | 6       | 35              | 29      | 1                   |                     | 6               | 2       | 29              | 23              | 6               | 6           | 35              | 29      | 1                         |                           |
| Владимир Савдунин    | 26              | 17        | 6               | 4       | 32              | 21      | 1                   |                     | 2               | 1       | 75              | 44              | 13              | 6           | 88              | 50      | 3                         | 1                         |
| Константин Бесков    | 31              | 21        | 6               | 4       | 37              | 25      | 1                   | 1                   | 6               |         | 122             | 52              | 19              | 12          | 178             | 88      | 9                         | 9                         |
| Сергей Соловьев      | 30              | 9         | 4               | 1       | 34              | 10      | 1                   |                     | 4               | 3       | 160             | 111             | 17              | 10          | 226             | 193     | 11                        | 6                         |
| Александр Малявкин   | 29              | 10        | 4               | 1       | 33              | 11      | 1                   |                     | 4               | 1       | 123             | 29              | 15              | 3           | 138             | 32      | 6                         | 3                         |
| Василий Карцев       | 17              | 8         |                 |         | 17              | 8       | 1                   | 3                   | 1               |         | 89              | 67              | 4               | 1           | 119             | 87      | 10                        | 10                        |
| Владимир Ильин       | 15              | 4         | 5               | 1       | 20              | 5       |                     |                     | 4               | 2       | 34              | 11              | 7               | 3           | 41              | 14      |                           |                           |
| Владимир Цветков     | 1               |           | 6               | 2       | 7               | 2       |                     |                     | 1               |         | 1               |                 | 6               | 2           | 7               | 2       |                           |                           |

### Личные и командные достижения
Динамовцы в списке 33 лучших футболистов
| Турнир            | Игрок              | Вышел на замену | Игрок             | Гол |
| ----------------- | ------------------ | --------------- | ----------------- | --- |
| Сезоны в клубе    | Сергей Ильин       | 15              |                   |     |
| Официальные матчи | Михаил Семичастный | 264             | Сергей Соловьев   | 193 |
| Чемпионат         | Михаил Семичастный | 207             | Сергей Соловьев   | 111 |
| Кубок             | Михаил Семичастный | 23              | Константин Бесков | 12  |

Достижения в сезоне

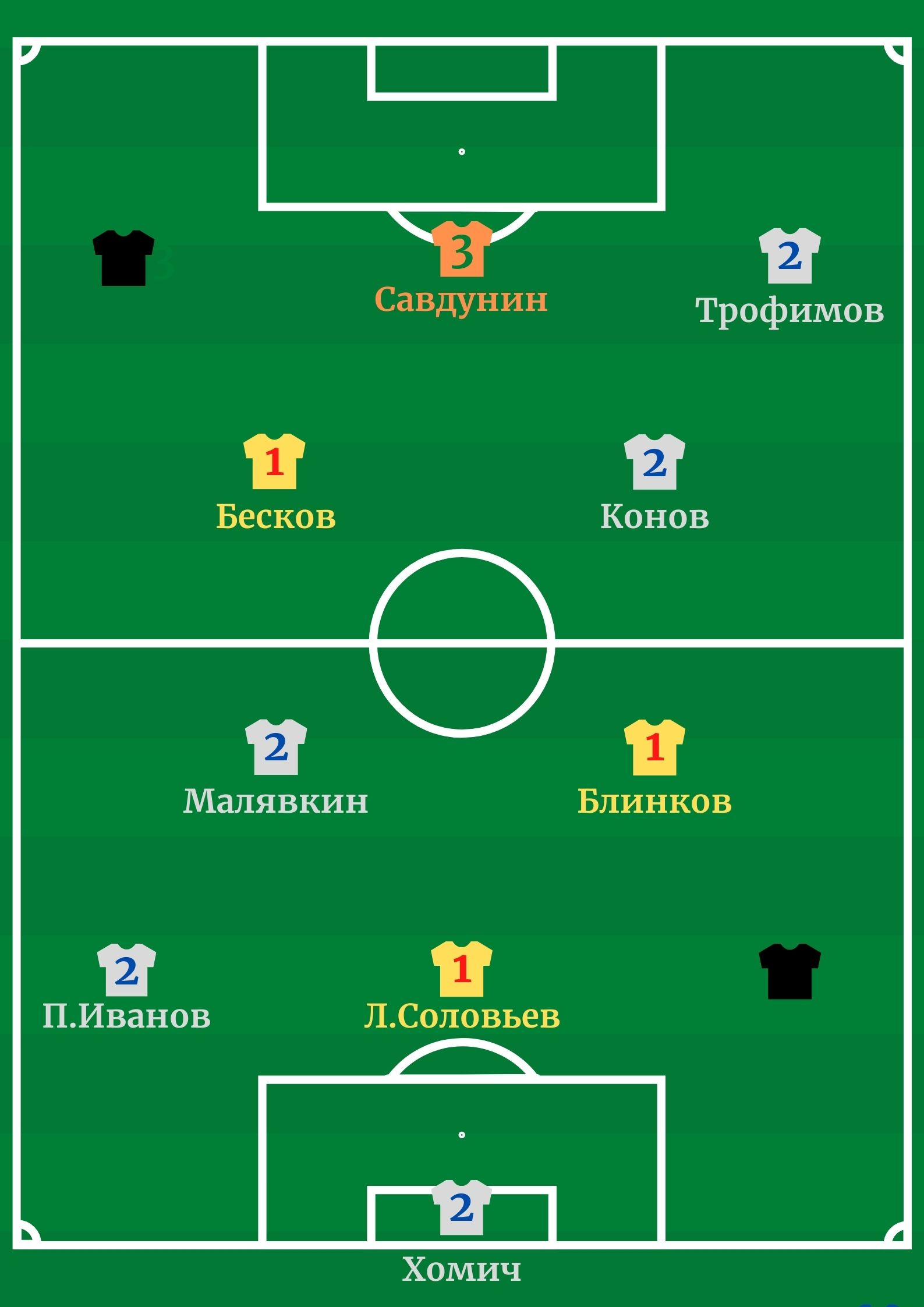

- Михаил Семичастный сыграл в 14-м сезоне за «Динамо»
- Василий Трофимов сыграл в 11-м сезоне
- Всеволод Блинков и Сергей Соловьев сыграли в 10-м сезоне
- Всеволод Блинков и Сергей Соловьев сыграли 200-е официальные матчи за «Динамо»
- Михаил Семичастный первым сыграл в 200-м матче за «Динамо» в чемпионатах СССР
- Алексей Хомич, Леонид Соловьев, Константин Бесков и Александр Малявкин сыграли 100-е матчи в чемпионате СССР
- Иван Конов забил в официальных матчах в сезоне 29 мячей, что является наивысшим достижением игроков «Динамо»[13]
- «Хет-трики» в сезоне — Владимир Савдунин (дважды), Иван Конов (дважды), Александр Малявкин, Константин Бесков («покер») и Василий Карцев
- Команда «Динамо» закончила чемпионат с рекордными количеством забитых мячей (104) и их разностью (+70)
- Команда «Динамо» дважды в сезоне забивала по 10 мячей (в чемпионате — повторение рекорда) и в кубке
- Михаил Семичастный первым в отечественном футболе стал пятикратным чемпионом страны